# Ink Music
Ink Music ist ein 2001 von Hannes Tschürtz gegründetes unabhängiges Plattenlabel mit Sitz in Wien. Das Unternehmen zeichnete unter anderem für die ersten Veröffentlichungen von Bands wie Bilderbuch, Ja, Panik, Oehl, My Ugly Clementine, Sharktank oder Endless Wellness sowie Alben von Garish, Mira Lu Kovacs, Leyya, Yasmo & die Klangkantine und Farewell Dear Ghost verantwortlich.

## Geschichte
Mit der Gründung im Jahr 2001 war Ink Music eines der ersten neu aufkommender Indie-Labels im Wien der 2000er-Jahre (u. a. Wohnzimmer Records, Siluh Records, Seayou Records, Problembär Records, monkey music), die prägend für einen deutlichen Aufschwung der österreichischen (Indie-)Pop-Szene wurden. Als Anlassfall für die Gründung beschrieb Hannes Tschürtz die vergebliche Suche nach einer Plattenfirma für das Debütalbum der Band Zeronic (High Life, 2001), für das die Band im darauffolgenden Jahr für einen Amadeus Austrian Music Award (FM4 Award) nominiert wurde.

### Die Ära Schoenwetter Schallplatten (2004–2015)
2004 hob Tschürtz gemeinsam mit den Mitgliedern der Band Garish das Label schoenwetter Schallplatten aus der Taufe unter dessen Marke die Veröffentlichungen des auch als Agentur tätigen Unternehmens Ink Music fortan erfolgten. Die erste Veröffentlichung unter diesem Namen stammte von der Band Flashbax, aus denen in der Folge die Gruppe Ja, Panik hervorging. Mit deren selbstbetiteltem Debüt (Ja, Panik, 2006) sowie der darauffolgenden Platte The Taste and the Money (2007) landete das Label auch erste Achtungserfolge im benachbarten Ausland. 2007 schieden die Bandmitglieder von Garish aus dem gemeinsamen Labelbetrieb aus.
Neben österreichischen Produktionen veröffentlichte das Label auch immer wieder internationale Künstler: 2008 erschien mit Pyramides das Album des britischen Sängers Christopher Taylor unter seinem Bühnenpseudonym Trouble over Tokyo, 2010 folgte The Hurricane. Taylor startete später unter neuem Namen SOHN eine weltweite Karriere. Das Label lizenzierte die ersten Alben von Ezra Furman nach Europa (Inside the Human Body und Mysterious Power als Ezra Furman & The Harpoons sowie The Year of No Returning solo), ehe das britische Label Bella Union Furman weltweit unter Vertrag nahm.
Zu den großen Entdeckungen und Entwicklungen des Labels zählen Bilderbuch, die 2009 in jungem Alter unter Vertrag genommen und ihr Debüt Nelken und Schillinge sowie später dessen Nachfolger Die Pest im Piemont (2011) hier veröffentlichten.

### Ink Music nach 2015
Seit Ende 2015 wird die Marke schoenwetter Schallplatten nicht mehr fortgeführt, Platten werden seither wieder unter der Kernmarke Ink Music veröffentlicht. Mit der Zusammenführung der Marken einher ging eine Fokussierung in der künstlerischen Kuratierung. Seither konnte das Label verstärkt Produktionen in den Top 20 der österreichischen Albumcharts platzieren – etwa von Garish (Komm schwarzer Kater, 2017), Schmieds Puls (Manic Acid Love, 2018), My Ugly Clementine (Vitamin C, 2020), Mira Lu Kovacs (What Else Can Break, 2021, Platz 8; Please, Save Yourself, 2024, Platz 12), Sharktank (Get It Done, 2021, Platz 10), Endless Wellness (Was für ein Glück, 2024, Platz 7) und dem Schmusechor (Schmusechor Live!, 2025, Platz 4). 

### Auszeichnungen
Neben oftmaligen Nominierungen und Auszeichnungen für mit Ink Music assoziierten Acts bei den österreichischen Musikpreisen (Amadeus Austrian Music Awards) wurde 2021 das Album Vitamin C der Band My Ugly Clementine vom Dachverband der europäischen Independent Labels (IMPALA) als European Album of the Year ausgezeichnet. Bereits 2020 erhielten 5K HD den von der Europäischen Union gestifteten Music Moves Europe Award. 2024 erreichte die Single "Washed Up" von Sharktank als erste des Labels offiziellen Gold-Status.

### Unternehmenstätigkeit abseits des Labels
Ink Music entwickelte den 2015 initiierten Lehrgang Musikwirtschaft an der Fachhochschule Kufstein sowie zahlreiche Festivalformate wie das 2015–2019 veranstaltete interdisziplinäre Kunstfestival in der Cselley Mühle Oslip, C’est La Mü – Festival für Musik, Literatur und Kleinkunst.  2011–2016 veranstaltete das Unternehmen das Wiener Musikfilmfestival Poolinale, das seit 2016 als lose Serie Poolinale Nights für Musikdokumentation und -filme im Wiener Filmcasino weiterläuft.
Zwischen 2001 und 2021 entwickelte sich Ink Music zu einer der wesentlichen, unabhängigen Konzertagenturen in Österreich, vorwiegend zum Aufbau eigener und Unterstützung weiterer heimischer Acts. Ende 2021 wurde dieser Unternehmensbereich eingestellt, um den Fokus verstärkt auf das Kerngeschäft als Label und Verlag zu legen.

### Branchenpolitische Tätigkeiten
Unternehmensgründer Hannes Tschürtz bekleidet seit 2020 ein Vorstandsmandat im Verband der Musikwirtschaft IFPI und ist seit 2015 Berufsgruppenobmann der Labels im Fachverband der Film- und Musikwirtschaft in der Wirtschaftskammer Österreich. Er vertritt die Labels damit auch in der Mitgliederversammlung des Österreichischen Musikfonds.

## Künstler (Auswahl)
- 5K HD
- Across the Delta
- Auf Pomali
- Aze
- Beangrowers
- Bilderbuch
- Catastrophe & Cure
- Christl
- Clara Luzia
- doppelfinger
- Endless Wellness
- Esteban’s
- Ezra Furman
- Farewell Dear Ghost
- Filiah
- Garish
- Hidden Gemz
- Ja, Panik
- Leyya
- Little Big Sea
- Lou Asril
- Mira Lu Kovacs
- My Ugly Clementine
- Nowhere Train
- Oehl
- Rahel
- Rangleklods
- Schmusechor
- Sharktank
- Trouble over Tokyo
- Velojet
- Yasmo & die Klangkantine
- Zeronic